# Октябрьская площадь (Таганрог)
Октябрьская площадь — площадь в Таганроге.

## География
Октябрьская площадь на настоящее время ограничена Добролюбовским и Украинским переулками и многоэтожными жилыми кварталами, выстроенными вдоль Петровской и Александровской улиц.

## История
После того, как в 1770—1780-е годы Таганрог начал развиваться за пределами крепости, всё дальше уходя от неё, стала очевидна необходимость создания новой главной городской площади. В 1782 году под неё был выделен огромный участок пустовавшей земли сразу за крепостным валом по правую сторону от оси бывшей крепости. В современных ориентирах площадь первоначально занимала территорию от Петровской до Александровской улицы в пределах между Некрасовским и Украинским переулками. Впоследствии она застроилась и стала значительно меньше.

### Торговая площадь
В рапорте градоначальника Балтазара Кампенгаузена за 1805 год говорится: «Площадь в городе одна… Обстроена разными, по большей части деревянными, рядами, кофейными домами, харчевнями, питейными дворами, ярмарочными лавками и другими строениями. На площадь привозится в больших количествах пшеница, рыба, сено, всякие съестные припасы. Тут же выстроена соборная церковь и делаются все публичные наказания… Возле сей площади — место для лошадной ярмарки, что против общих правил».
Угол на пересечении нынешних улицы Петровской и переулка Украинского был отведён под рыбный базар для розничной торговли. В 1808 году на площади были выстроены большие каменные корпуса для лавок и мастерских. В 1857 году на этой площади открыл свою первую бакалейную лавку П. Е. Чехов, отец Антона Павловича Чехова.
Многочисленные постройки площади располагались в отдалении, не ближе 300 метров, от Успенского собора, пространство вокруг него во все времена оставалось свободным.

### Успенская площадь

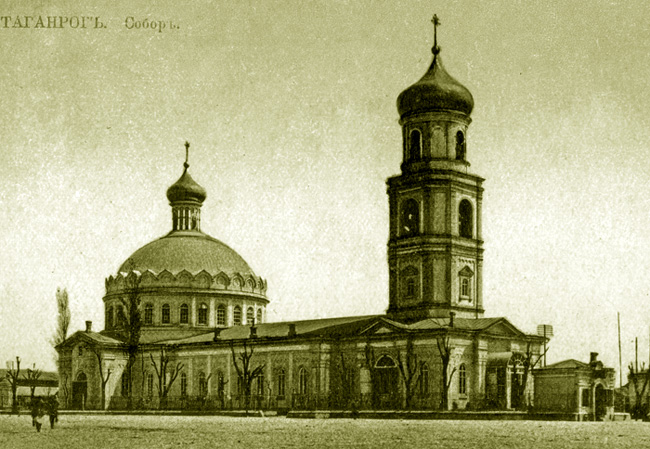
Успенский собор

Уже при отведении места для новой торговой площади на ней предполагалось построить соборную церковь. Имевшиеся на тот период в городе две церкви — Михайловская (бывшая Троицкая) и Никольская, построенная в 1778 году Морским ведомством, находились на территории бывшей крепости, в отдалении от развивающегося вглубь мыса города.
В 1790 году почти в самом центре тогда ещё не застроенной площади возвели деревянную церковь во имя Успения Божьей Матери (Успенскую). Она была небольшой по размерам и считалась временной. В начале XIX века среди жителей начался сбор средств на строительство каменного собора. Поступали деньги как от частных лиц, так и от государственных учреждений. Проект был выполнен известным петербургским архитектором, профессором А. И. Мельниковым. Сооружение собора началось в 1814 году, но велось по разным причинам очень медленно. Наконец в 1829 году собор был освящён и в нём проводились богослужения, однако перестройки продолжались и в дальнейшем.
Успенский собор имел отличительную особенность: всё большое пространство храма помещалось под одним огромным куполом, а колокольня стояла отдельно на расстоянии. Позже храм и колокольню соединили крытым колонным переходом. Наверху были установлены башенные часы с боем через каждый час. Внутри храм имел богатые роспись, иконы и церковную утварь, отличался хорошим резонансом.
Он был не только главным культовым сооружением Таганрога, но и весьма важным объектом истории города. В 1825 году в ещё недостроенном храме бывал император Александр I с супругой Елизаветой Алексеевной, а в последующие годы его посещали другие представители Дома Романовых, приезжавшие в Таганрог. В 1854 году в соборе венчались будущие родители А. П. Чехова, здесь же в 1860 году крестили самого Антона Чехова. Будучи подростком и позже, во время приездов на родину, Антон Павлович неоднократно бывал в соборе.
В июле 1855 года, в период Крымской войны, от бомбардировки города англо-французской эскадрой частично пострадал храм и 12 лавок на площади. Впоследствии в Успенском соборе хранились исторические реликвии: пожалованная жителям города за проявленное мужество благодарственная грамота от императора и захваченные в бою вражеские знамёна.
Для пришедших в Таганроге к власти в 1920 году большевиков всё это не имело ценности. В 1938 году Успенский собор был уничтожен. На месте собора были устроены общественные туалеты.

### Соборная площадь

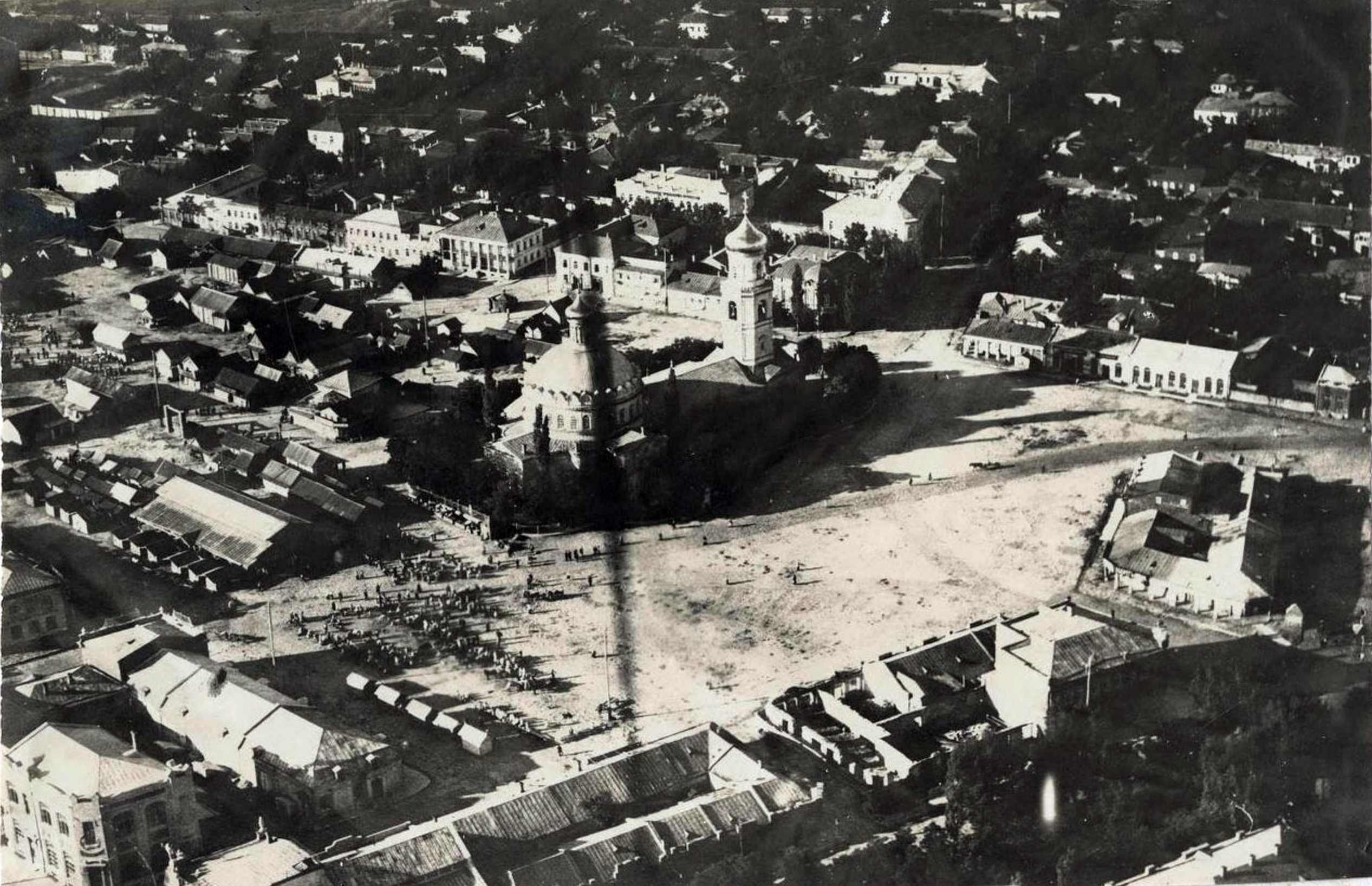
Соборная площадь, 1918 год. Аэрофотосъемка, немецкая оккупация

После сооружения на площади храма таганрожцы называли её Успенской и Соборной. Когда в 1840 году на Александровской площади (Красной) был устроен Новый базар, то находившийся здесь базар в городе стали называть Старым.
Долгое время Соборная площадь была совершенно не благоустроена. Вот что вспоминал Александр Чехов: «Во время распутицы обыватели ходили не иначе, как в огромных сапогах или глубочайших галошах. Площадь на Старом базаре весной и осенью делалась непроходимой, и хозяйки, ходившие за провизией во время привоза, утопали в грязи…». «От Старого базара тянулся ряд обывательских маленьких домиков, выходивших прямо на крепостной вал (у Некрасовского переулка — М. К.). Эти домики были, по большей части, заселены мясниками, торговавшими мясом. Поэтому в их дворах часто можно было видеть баранов, телят и даже волов, которые, несмотря на существование городских боен, убивались тут же… Надзора за этим убоем не было никакого, а поэтому из многих дворов несло отвратительной вонью…».
Впервые площадь была замощена булыжником в 1884 году.
В 1930 году, после пуска городского трамвая, на площади было проложено оборотное кольцо, построены остановочная площадка и диспетчерская. В середине трамвайного кольца был устроен небольшой сквер. Продолжал действовать рынок с несколькими прилавками и ларьками.

### Октябрьская площадь

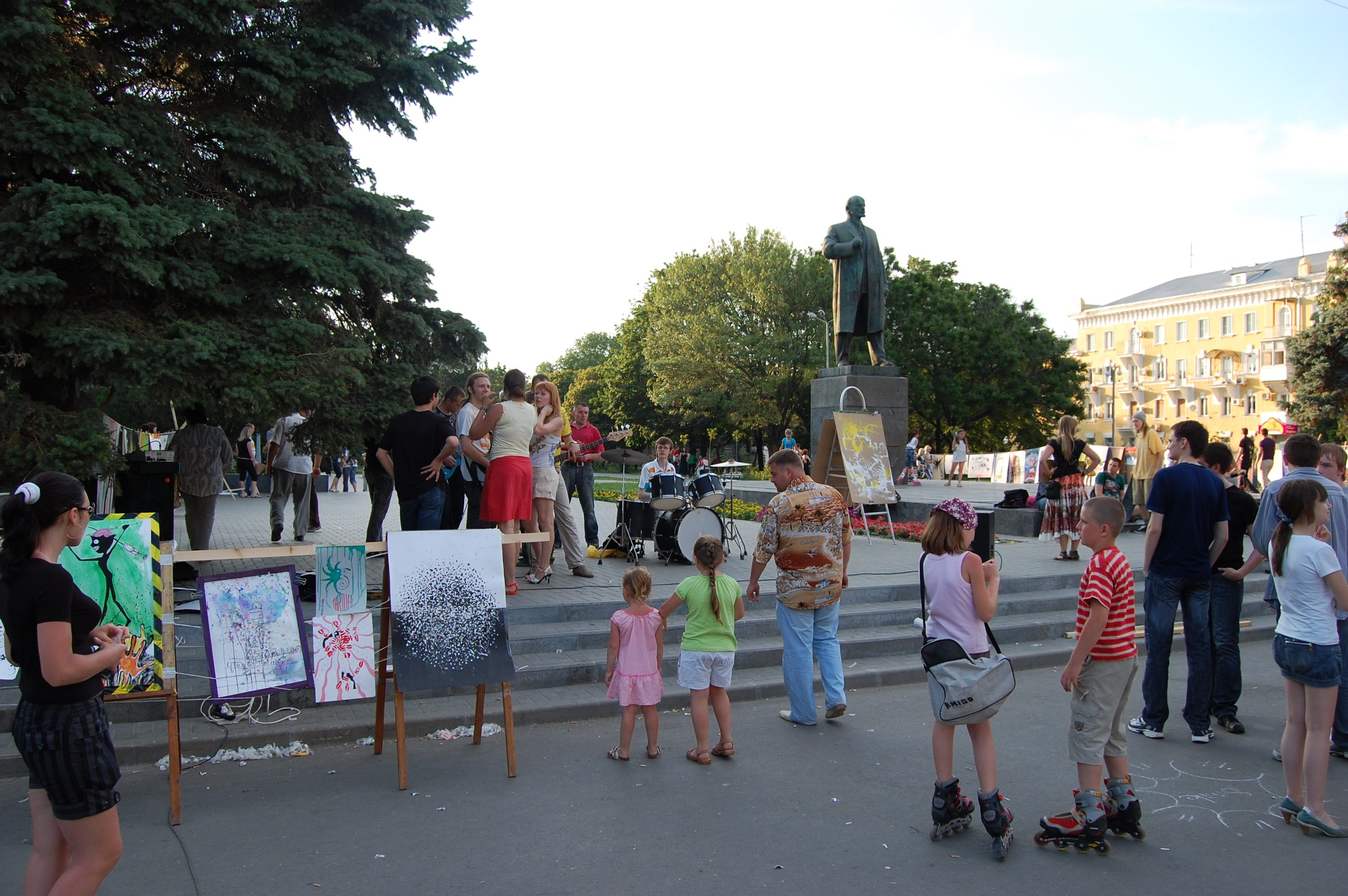
Выставка «Размазывая звуки», 2010 г.

Название «Октябрьская площадь» было присвоено площади в 1952 году. В этот период была проведена её значительная реконструкция: базар был переведён на улицу Свердлова (позднее — «Казачий рынок», ул. Александровская, 21), было убрано трамвайное кольцо, остановочная площадка и диспетчерская, проведено асфальтирование, появились клумбы, цветочные газоны, деревья. Вокруг выросли многоэтажные дома. В дни праздников, когда проводились массовые демонстрации, со стороны Добролюбовского переулка устанавливались разборные трибуны, с которых руководители города приветствовали проходящие колонны демонстрантов. В конце 1960-х годов были предприняты значительные работы по благоустройству площади в связи намеченной здесь установкой памятника В. И. Ленину, который был торжественно открыт 6 ноября 1970 года.
В 2000 году на площади, вблизи от пересечения Украинского переулка и улицы Фрунзе, было выстроено одноэтажное строение круглой формы, в котором было открыто кафе «Чайный домик». В настоящий момент кафе называется «Чайкоффский».
В конце 2000 годов у молодёжи площадь стала любимым местом для катания на роликовых коньках, скейтбордах, игры в хоккей на асфальте. На подростковом сленге площадь стали называть «Лысиной» или «Плешкой», имея в виду установленный там памятник Ленину. 5 июня 2010 года на Октябрьской площади состоялась художественная выставка «Размазывая звуки», подготовленная студентами факультета инженерной графики и компьютерного дизайна Таганрогского технологического института.
Появилась и проблема: по ночам на площади стали упражняться любители экстремального автовождения. Последнее обстоятельство вызвало многочисленные жалобы жильцов прилегающих домов, и в феврале 2013 года городские власти объявили о своём решении закрыть свободное движение автотранспорта по Октябрьской площади, превратив её в пешеходную зону.
Закрыта для движения автотранспорта Октябрьская площадь была в июле 2013 года. Власти сообщили, что на въездах на территорию площади со стороны переулков Украинского, Добролюбовского и улицы Азовской были установлены соответствующие знаки регулирования дорожного движения, а также стационарные тумбы с цепным ограждением.

## Памятники
- Памятник Ленину (скульптор Н. В. Томский, архитектор А. А. Заварзин. Установлен в 1970 году[10].